# Lista de filmes portugueses de 1968
Lista de filmes portugueses de longa-metragem lançados comercialmente em Portugal em 1968, nas salas de cinema.
Notas: Na secção coprodução, passando o cursor sobre a bandeira aparecerá o nome do país correspondente.
| # | Filme                 | Realização          | Género            | Estreia        | Coprodução |
| - | --------------------- | ------------------- | ----------------- | -------------- | ---------- |
| 1 | Um Campista em Apuros | Herlander Peyroteo  | Comédia, policial | 5 de janeiro   | —          |
| 2 | A Cruz de Ferro       | Jorge Brum do Canto | Drama             | 8 de março     | —          |
| 3 | O Diabo Era Outro     | Constantino Esteves | Comédia, romance  | 24 de abril    | —          |
| 4 | Estrada da Vida       | Henrique Campos     | Drama             | 25 de setembro | —          |